# Eurymastinocerus reductipennis
Eurymastinocerus reductipennis is een keversoort uit de familie Phengodidae. De wetenschappelijke naam van de soort is voor het eerst geldig gepubliceerd in 1970 door Wittmer.